# 장영남
장영남(1973년 11월 25일 ~ )은 대한민국의 배우이며 배우 송송이 (SBS 공채 2기 출신) 정혜영 (SBS 공채 3기 출신) 조미령 (MBC 공채 24기 출신) 등과 대학 동창이고 아역배우 출신 강민경과 고등학교(계원예고) 동창이다.

## 학력
- 서울신림초등학교 (졸업)
- 신림여자중학교 (서울) (졸업)
- 계원예술고등학교 연극영화과 (졸업)
- 서울예술전문대학 연극과 전문학사 (졸업)

## 출연작

### 영화
- 2003년 영화 《가출》 ... 정숙 역
- 2004년 영화 《아는 여자》 ... 사고 여자 역
- 2005년 영화 《연애》 ... 주인집 여자 은주 역
- 2005년 영화 《박수칠 때 떠나라》 ... 유진주 역
- 2006년 영화 《거룩한 계보》 ... 여일 역
- 2007년 영화 《헨젤과 그레텔》 ... 수정 역
- 2007년 영화 《아들》 ... 교정 간부 역
- 2009년 영화 《7급 공무원》 ... 홍 팀장 역
- 2009년 영화 《애자》 ... 편집장 역
- 2009년 영화 《굿모닝 프레지던트》 ... 차지욱 대통령 참모 2 역
- 2009년 영화 《불신지옥》 ... 수경 역
- 2010년 영화 《하모니》 ... 방 과장 역
- 2010년 영화 《퀴즈왕》 ... 장팔녀 역
- 2010년 영화 《김종욱 찾기》 ... 기준 누나 역 (우정출연)
- 2010년 영화 《헬로우 고스트》 ... 울보 귀신 역
- 2011년 영화 《푸른 소금》 ... 요리학원 선생님 역
- 2011년 영화 《통증》 ... 계정 역
- 2011년 영화 《Mr. 아이돌》 ... 이미리 역
- 2012년 영화 《이웃사람》 ... 하태선 역
- 2012년 영화 《늑대소년》 ... 엄마 역
- 2013년 영화 《공정사회》 ... 그녀 역
- 2013년 영화 《친구 2》 ... 혜지 역, 최성훈의 모
- 2014년 영화 《그댄 나의 뱀파이어》 ... 남걸 엄마 역
- 2014년 영화 《국제시장》 ... 박길례 역
- 2015년 영화 《극비수사》 ... 은주 고모 역
- 2016년 영화 《나를 잊지 말아요》 ... 김영희 역
- 2016년 영화 《해어화》 ... 산월 역
- 2017년 영화 《눈길》 ... 종분 모 역
- 2017년 영화 《공조》 ... 박소연 역
- 2017년 영화 《임금님의 사건수첩》 ... 수빈 역
- 2017년 영화 《희생부활자》 ... 서희정 역
- 2018년 영화 《바람 바람 바람》 ... 담덕 역
- 2018년 영화 《나와 봄날의 약속》 ... 수민 역
- 2018년 영화 《협상》 ... 한영숙 역
- 2018년 영화 《미쓰백》 ... 정명숙 역 (특별출연)
- 2019년 영화 《증인》 ... 장현정 역
- 2019년 영화 《변신》 ... 최명주 역
- 2020년 영화 《내 아내가 살이 쪘다》 ... 아내 역
- 2021년 영화 《서복》 ... 임세은 역
- 2021년 영화 《낙원의 밤》 … 재경 역
- 2021년 영화 《F20》 ... 애란 역
- 2022년 영화 《공조 2 : 인터내셔날》 ... 박소연 역
- 2022년 영화 《늑대사냥》 … 명주 역
- 2022년 영화 《영웅》 ... 안중근의 아내 역
- 2023년 영화 《거미집》 ... 백 회장 역
- 2024년 영화 《황야》 ... 선생님 역
- 2024년 영화 《탈주》 ... 김동혁의 어머니 역 (특별출연)
- 2024년 영화 《오후 네시》 ... 현숙 역
- 2024년 영화 《4분 44초》 … 미영 역
- 2024년 영화 《소방관》 ... 도순 역
- 2025년 영화 《비밀일 수밖에》 … 정하 역

### 드라마
- 2003년 MBC 단막극 《MBC 베스트극장 - 떠나요 삐삐롱 스타킹》
- 2004년 MBC 신개념콤팩트드라마 《한뼘드라마 - 내 생애 마지막 날》
- 2006년 KBS2 단막극 《드라마시티 - 별은 빛나건만》 ... 김연이 역
- 2007년 KBS2 수목드라마 《달자의 봄》 ... 기중 아내 역
- 2007년 KBS2 단막극 《드라마시티 - 쌈닭 미숙이》 ... 양미숙 역
- 2008년 MBC 주말드라마 《달콤한 인생》 ... 성숙 역
- 2008년 KBS2 수목드라마 《아빠 셋 엄마 하나》 ... 만화출판사 편집장 노희숙 역
- 2008년 KBS2 수목드라마 《태양의 여자》 ... 프로그램 구성작가 이은비 역
- 2008년 KBS2 월화드라마 《연애결혼》
- 2008년 MBC every1 토요드라마 《조선 과학수사대 별순검 시즌2》... 초설 / 나검률 역
- 2008년 MBC 저녁 일일연속극 《사랑해, 울지마》 ... 영민 동료 역
- 2009년 MBC 수목드라마 《히어로》 ... 진도희 역
- 2010년 SBS 수목 특별기획 드라마 《대물》 ... 왕중기 역
- 2010년 SBS 월화드라마 《나는 전설이다》 ... 오승혜 역
- 2011년 KBS2 주말연속극 《사랑을 믿어요》 ... 의숙의 이혼 변호사 역 (특별출연)
- 2011년 KBS2 수목 특별기획 드라마 《영광의 재인》 ... 여은주 역
- 2011년 OCN 일요 오리지널 드라마 《뱀파이어 검사 - 시즌 1》 ... 윤지희 역
- 2012년 MBC 수목 특별기획 드라마 《해를 품은 달》 ... 아리 역 (특별출연)
- 2012년 MBC 주말 특별기획 드라마 《닥터 진》 ... 조씨 부인 역 (특별출연)
- 2012년 tvN 월화드라마 《아이 러브 이태리》 ... 오미자 역
- 2012년 MBC 월화 특별기획 드라마 《마의》 ... 강도준의 妻, 백광현의 母 역 (특별출연)
- 2012년 SBS 저녁 일일연속극 《가족의 탄생》 ... 마진희 역
- 2013년 MBC 수목드라마 《7급 공무원》 ... 장영순 역
- 2013년 SBS 월화 특별기획 드라마 《장옥정, 사랑에 살다》 ... 천 상궁 역
- 2013년 SBS 주말 특별기획 드라마 《결혼의 여신》 ... 권은희 역
- 2014년 SBS 드라마스페셜 《피노키오》 ... 기하명 母 역 (특별출연)
- 2015년 SBS 주말 특별기획 드라마 《모던파머》 ... 윤숙경 역 (11회 특별출연)
- 2015년 M-net 뮤직 드라마 《칠전팔기 구해라》 ... 강순 역
- 2015년 KBS2 Drama 수목드라마 《Miss 맘마미아》 ... 이미련 역
- 2015년 tvN 월화드라마 《호구의 사랑》 ... 아기 엄마 역
- 2015년 KBS1 광복 70주년 특집극 《눈길》 ... 종분 母 역
- 2015년 MBC 주말 특별기획 드라마 《여왕의 꽃》 ... 최혜진 역
- 2015년 MBC 월화 특별기획 드라마 《화려한 유혹》 ... 강일란 역
- 2015년 SBS 토요 2부작 특집드라마 《너를 노린다》 ... 남경희 역
- 2016년 MBC 수목드라마 《역도요정 김복주》 ... 최성은 역
- 2017년 SBS 월화드라마 《엽기적인 그녀》 ... 허씨 역
- 2017년 MBC 월화 특별기획 드라마 《왕은 사랑한다》 ... 원성공주 역
- 2018년 KBS2 월화드라마 《러블리 호러블리》 ... 김옥희 역
- 2018년 tvN 수목드라마 《하늘에서 내리는 일억 개의 별》 ... 탁소정 역
- 2019년 SBS 수목드라마 《시크릿 부티크》 ... 박주현 역
- 2019년 JTBC 금토드라마 《나의 나라》 ... 서설 역
- 2019년 tvN 월화드라마 《왕이 된 남자》 ... 대비 역
- 2020년 SBS 월화드라마 《아무도 모른다》 ... 정소연 역
- 2020년 MBC 수목드라마 《그 남자의 기억법》 ... 최희상 역
- 2020년 tvN 토일드라마 《사이코지만 괜찮아》 ... 박행자 / 도희재 역
- 2021년 tvN 토일드라마 《악마판사》 ... 차경희 역
- 2021년 MBC 금토드라마 《검은 태양》 ... 도진숙 역
- 2021년 MBC 금토드라마 《뫼비우스 : 검은 태양》 ... 도진숙 역
- 2021년 웨이브 단막극 《F20》... 구애란 역
- 2022년 SBS 월화드라마 《치얼업》... 성춘양 역
- 2023년 tvN 토일드라마 《일타 스캔들》 ... 장서진 역
- 2023년 tvN 수목드라마 《성스러운 아이돌》 ... 염라대왕 역
- 2023년 tvN 월화드라마 《이로운 사기》 … 서계숙 역
- 2023년 웹드라마 《하이쿠키》 … 조원주 역
- 2023년 ENA 수목드라마 《모래에도 꽃이 핀다》 … 마진숙 역
- 2024년 tvN 토일드라마 《세작, 매혹된 자들》 … 왕대비 박씨 역
- 2024년 tvN 토일드라마 《엄마친구아들》 … 서혜숙 역
- 2024년 Disney+ 오리지널 드라마 《폭군》 … 관 여사 역 (특별출연)
- 2025년 tvN 토일드라마 《미지의 서울》 … 김옥희 역

### 연극
- 1995년, 2001년, 2002년 《로미오와 줄리엣》
- 1996년, 1999년 《여우와 사랑을》
- 1996년 《사푼짜리 오페라》
- 1997년 《동백아가씨》
- 1998년 《유랑극단》
- 1998년 《새들은 횡단보도로 건너지 않는다》
- 1999년 《코소보 그리고 유랑》
- 1999년 《부자유친》
- 1999년, 2000년 《춘풍의 처》
- 2000년 《태》
- 2000년 《아침 한 때 눈이나 비》
- 2000년 《잃어버린 강》
- 2001년 《분장실》
- 2002년 《지네와 지렁이》
- 2002년 《광해유감》
- 2002년 《웰컴 투 동막골》
- 2003년 《서안화차》
- 2003년 《프루프》
- 2004년 《환》
- 2004년 《햄릿》
- 2004년 《꼽추 리처드 3세》
- 2004년 《택시 드리벌》
- 2005년 《바리공주》
- 2006년 《버자이너 모놀로그》
- 2007년 《친정엄마》
- 2007년 《경숙이, 경숙아버지》
- 2007년 《연극열전 2 1st 장진의 서툰 사람들》
- 2008년 《포트》
- 2009년 《갈매기》
- 2009년, 2010년 《너무 놀라지 마라》
- 2010년 《연극열전 3 8th 경남 창녕군 칠곡면》
- 2011년 《산불》
- 2022년 《리처드 3세》
- 2024년 《구름을 타고 가는 소녀들》
- 2024년 《대한민국은 공연중 - 별들의 낭독회 <게릴라 씨어터>》
- 2025년 《꽃의 비밀》

### 텔레비전 프로그램
- tvN 《SNL 코리아》 - 고정 크루
- SBS 《화신》- 21회 게스트
- SBS 《잘먹고 잘 사는 법, 식사하셨어요?》37~38회, 76~77회 - 게스트
- tvN 《현장토크쇼 TAXI》- 379회 게스트
- KBS2 《해피투게더》 - 496회 게스트
- tvN 《김무명을 찾아라》- 6회 게스트
- Olive 《달팽이 호텔》 - 6~8회 게스트
- SBS 《동상이몽2 너는 내 운명》- 43~44회 게스트
- MBC 《황금어장 라디오스타 - 683회 게스트
- JTBC 《방구석 1열》- 138회 게스트
- SBS《당신이 혹하는 사이》 - 파일럿, 1~2회
- KBS2 《옥탑방의 문제아들》- 148회 게스트
- MBC 《구해줘 홈즈》 - 138회 게스트
- MBC 《세계경찰 슈퍼폴》- 1~6회 게스트
- SBS 《꼬리에 꼬리를 무는 그날 이야기》- 게스트

### 라디오 프로그램
- 2015년 EBS 《EBS 책 읽는 라디오 낭독 시리즈》

### 뮤직비디오
- 2021년 김범수 - 당신의 편이 되어줄게요

### 광고
- 2009년 우리투자증권 옥토CMA
- 2011년 SK텔레콤 4G LTE
- 2013년 아모레퍼시픽 려(呂) 자양윤모
- 2013년 SK브로드밴드 B tv smart
- 2016년 MAC × 제21회 부산국제영화제 헌정필름
- 2019년 유한양행 해피홈 밴드
- 2020년 신한카드
- 2020년 포슐라
- 2020년 맘스터치

## 수상 및 후보
| 연도 | 시상식                                         | 부문                                          | 작품                             | 결과 |
| ---- | ---------------------------------------------- | --------------------------------------------- | -------------------------------- | ---- |
| 2001 | 제37회 백상예술대상                            | 연극부문 여자 신인연기상                      | 분장실                           | 수상 |
| 2002 | 제38회 동아연극상                              | 여자연기상                                    | 로미오와 줄리엣                  | 수상 |
| 2005 | 동아일보선정                                   | 2005 프로가 뽑은 프로최고의 차세대 여배우 1위 | 빈칸                             | 수상 |
| 2005 | 동아일보선정                                   | 가장 연극을 같이하고 싶은 여배우 1위          | 빈칸                             | 수상 |
| 2009 | 대한민국연극대상                               | 여자연기상                                    | 너무 놀라지 마라                 | 수상 |
| 2009 | 제30회 청룡영화상                              | 여우조연상                                    | 7급 공무원                       | 후보 |
| 2009 | 제46회 동아연극상                              | 여자연기상                                    |                                  | 수상 |
| 2011 | 제19회 오늘의 젊은 예술가상                    |                                               |                                  | 수상 |
| 2011 | 제48회 대종상                                  | 여우조연상                                    | 헬로우 고스트                    | 후보 |
| 2011 | 제32회 청룡영화상                              | 여우조연상                                    | 헬로우 고스트                    | 후보 |
| 2012 | 제33회 청룡영화상                              | 여우조연상                                    | 이웃사람                         | 후보 |
| 2012 | 제17회 부산국제영화제                          | 한국영화감독조합상 여자배우상                 | 공정사회                         | 수상 |
| 2013 | 제2회 어바인국제영화제                         | 여우주연상                                    | 공정사회                         | 수상 |
| 2013 | 제22회 부일영화상                              | 여우조연상                                    | 늑대소년                         | 수상 |
| 2013 | 제34회 청룡영화상                              | 여우조연상                                    | 늑대소년                         | 후보 |
| 2013 | 제50회 대종상                                  | 여우조연상                                    | 늑대소년                         | 수상 |
| 2013 | 제50회 대종상                                  | 여우주연상                                    | 공정사회                         | 후보 |
| 2013 | 제2회 에이판 스타 어워즈                       | 여자 연기상                                   | 장옥정, 사랑에 살다, 결혼의 여신 | 후보 |
| 2013 | 한국영화배우협회                               | 송년의 밤 대한민국 영화 인기상                | 늑대소년                         | 수상 |
| 2013 | SBS 연기대상                                   | 장편드라마부문 여자 특별연기상                | 결혼의 여신                      | 수상 |
| 2015 | 제36회 청룡영화상                              | 여우조연상                                    | 극비수사                         | 후보 |
| 2015 | MBC 연기대상                                   | 특별기획부문 베스트 여자 조연상               | 여왕의 꽃                        | 후보 |
| 2016 | 제52회 백상예술대상                            | 영화부문 여자 조연상                          | 극비수사                         | 후보 |
| 2016 | 제2회 신스틸러 페스티벌                        | 본상                                          | 빈칸                             | 수상 |
| 2016 | MBC 연기대상                                   | 미니시리즈부문 여자 황금연기상                | 역도요정 김복주                  | 후보 |
| 2017 | MBC 연기대상                                   | 월화극부문 여자 우수연기상                    | 왕은 사랑한다                    | 후보 |
| 2019 | 제40회 청룡영화상                              | 여우조연상                                    | 변신                             | 후보 |
| 2019 | 제8회 대한민국 베스트 스타상(한국영화배우협회) | 베스트 조연상                                 | 변신                             | 수상 |
| 2020 | MBC 연기대상                                   | 여자 조연상                                   | 그 남자의 기억법                 | 후보 |
| 2020 | SBS 연기대상                                   | 장르·액션부문 여자 우수 연기상                | 아무도 모른다                    | 후보 |
| 2021 | 제57회 백상예술대상                            | TV부문 여자 조연상                            | 사이코지만 괜찮아                | 후보 |
| 2021 | MBC 연기대상                                   | 미니시리즈부문 여자 우수연기상                | 뫼비우스                         | 수상 |
| 2021 | KBS 연기대상                                   | 여자 드라마스페셜·TV시네마상                  | F20                              | 후보 |

## 홍보대사
- 2009년 대학로 희망연극 프로젝트 홍보대사
- 2012년 제2회 대학로코미디페스티벌 홍보대사
- 2013년 제12회 미쟝센영화제 절대악몽 부문 명예심사위원
- 2020년 제24회 부천국제판타스틱영화제 심사위원